# 沖天火
《沖天火》是一部2016年香港驚悚動作片，由林嶺東導演，張炳全和霍永富任動作指導，林嶺東、深澤寬和沈詩棋編劇，吳彥祖、張孝全、張若昀、郭采潔和張靜初主演。

## 故事簡介
五年前一場大火，令研究治癌藥「超能幹細胞」的潘教授葬身火海，其研究筆記亦在大火中消失。當時高玉 (張靜初 飾) 幸運地被保安員宗天保 (吳彥祖 飾) 所救。
天保妻子死於癌症，他加入醫療中心「天空一號」任保安主管，而鑽研「超能幹細胞」的就是高玉，其丈夫是「天空一號」話事人唐永章，是金錢至上的人。
「超能幹細胞」終於研發成功，從台灣來的家家 (張孝全 飾) 帶著癌症末期的妹妹小珍 (郭采潔 飾) 來港尋求醫治，怎料捲入一場「超能幹細胞」劫案，偷走藥物的居然是已故潘教授的獨子潘子文 (張若昀 飾)，更與天保及一眾保安人員展開連場火爆爭奪戰。
一場癱瘓全城的風暴正式啟動！

## 演員
- 吳彥祖 飾 宗天保，“天空一号”的保安主管
- 張孝全 飾 家家，卡车司机，小珍无血缘关系的哥哥
- 郭采潔 飾 小珍，家家无血缘关系的妹妹
- 張靜初 飾 高玉
- 张若昀 飾 潘子文
- 樊光耀 飾 唐永章
- 姜皓文 飾 威威
- 黎耀祥 飾 鼎哥
- 张兆辉 飾 David
- 巴图 飾 老表
- 呂天諾 飾 宗天保童年

## 外部連結
- 香港影庫上《沖天火》的資料（繁體中文）
- 互联网电影数据库（IMDb）上《沖天火》的资料（英文）
- 豆瓣电影上《沖天火》的資料 （简体中文）
- 时光网上《沖天火》的資料（简体中文）